# 고머 로이드
데니스 맬컴 "고머" 로이드(영어: Denys Malcolm "Gomer" Lloyd, 1947년 2월 26일~2016년 1월 3일)는 영국의 봅슬레이 선수, 지도자이다. 1970년대부터 1980년대 초까지 영국 국가대표 선수로 활동했으며, 올림픽에 4번(1972, 1976, 1980, 1984) 출전했다.
은퇴 후에는 영국 여자 대표팀, 러시아 대표팀, 대한민국 대표팀의 코치를 지냈으며, 대한민국팀 코치로 활동하던 중에 세상을 떠났다.

## 선수 경력
영국 웨일스의 도시 스완지에 위치한 마을인 고세이넌에서 태어났다. 원래는 럭비를 했으나 후에 봅슬레이로 전향했다. 1972년에 처음으로 영국 봅슬레이 국가대표 선수로 발탁되어 그 해 2월에 일본의 삿포로에서 열린 1972년 동계 올림픽에 참가하였다. 로이드는 존 에블린, 마이크 프리먼, 빌 스튜어트와 함께 남자 4인승 경기에 출전하여 총 4분 51.03초(1분 12.83초, 1분 13.65초, 1분 12.55초, 1분 12.00초)를 기록하여 스위스팀과 7.96초 차이로 전체 16위에 올랐다. 이후 1976년 2월에 오스트리아의 인스브루크에서 열린 1976년 동계 올림픽에 영국 국가대표로 참가하였다. 재키 프라이스와 함께 출전한 남자 2인승 경기에서는 총 3분 52.10초(58.05초, 58.13초, 57.90초, 58.02초)를 기록하여 20위를 기록하였고, 프라이스, 콜린 캠벨, 스튜어트와 함께 출전한 4인승 경기에서는 3분 46.39초(56.02초, 56.07초, 56.72초, 57.58초)의 기록으로 13위를 기록했다.
1980년에는 미국의 레이크플래시드에서 열린 1980년 동계 올림픽에도 참가하였다. 프라이스, 앤드루 오글비웨더번, 닉 핍스와 함께 영국2팀을 구성하여 출전한 남자 4인승 경기에서 4분 07.69초(1분 01.79초, 1분 01.90초, 1분 02.1초, 1분 01.89)의 기록으로 15위를 기록했다. 이후 마지막 올림픽인 유고슬라비아의 사라예보에서 열린 1984년 동계 올림픽에서는 다시 남자 2인승, 4인승 모두 출전했다. 피터 브러거니와 함께 출전한 2인승 경기에서는 3분 30.36초(52.80초, 52.73초, 52.26초, 52.57)의 기록을 내면서 10위를 하였고, 하워드 스미스, 거스 매켄지, 브러거니와 함께 영국 2팀을 구성하여 출전한 남자 4인승에서는 3분 25.34초(51.15초, 51.11초, 51.44초, 51.64초)의 기록을 내어 14개의 팀은 15위를 기록했다.

## 지도자 경력
선수 생활을 마무리한 후에는 봅슬레이 지도자의 길을 걸었으며, 2009년에는 영국 여자 대표팀을 지도하여 니컬라 미니켈로와 길리언 쿡이 레이크플래시드에서 열린 2009년 세계 선수권 대회 여자 2인승 부문 우승을 차지는 데에 기여했다. 이후 루마니아 여자 대표팀, 미국, 캐나다 여자 대표팀, 러시아 대표팀을 지도했다. 2014년부터 2014년 동계 올림픽에 참가하는 대한민국 대표팀의 지도를 맡으며, 봅슬레이의 기술을 대한민국에 전했다. 이후 2015년에 원윤종과 서영우가 월드컵에서 동메달 3개를 획득하는 등 봅슬레이 월드컵에서 활약하는 데에 기여했으며, 2016년 1월에 캐나다의 캘거리에 위치한 자택에서 평소에 앓던 심장병으로 세상을 떠났다.
그의 사망 소식에 대해 국제 봅슬레이 스켈레톤 연맹(IBSF)의 회장인 이보 페라이니는 봅슬레이에 대한 지식과 열정으로 가득했던  코치를 잃었고 그의 가족과 친구들에게 진심 어린 위로를 전한다고 밝혔으며, 영국 봅슬레이-스켈레톤 연맹의 회장인 리처드 파커는 봅슬레이 역사상 가장 중요하고 인상적인 인물이었다고 평했다.
로이드의 사후 그가 지도했던 대한민국의 봅슬레이 선수인 원윤종과 서영우가 2016년 1월 23일에 2015-16 시즌 봅슬레이 월드컵 5차 대회에서 아시아 최초로 우승을 차지하였다.

## 개인사
로이드는 지니 고드프리와 결혼하여 사망할 때까지 부부로 지냈다.